# Кёртис Уотерс
Абхинав Бастакоти (родился 5 декабря 1999 года), известный под сценическим псевдонимом Кертис Уотерс, — непальско-канадский музыкант и автор песен. Выросший в основном в Германии и Канаде, в настоящее время он живёт в Кэри, Северная Каролина, и известен своим дебютным синглом 2020 года «Stunnin» с участием Харма Франклина. Его дебютный студийный альбом «Pity Party» вышел в октябре 2020 года.

## Ранняя жизнь
Уотерс родился в Катманду, Непал, 5 декабря 1999 года. В раннем возрасте он переехал в Индию, затем в четыре года переехал в Германию, а в десять лет — в Калгари, Альберта. Бастакоти поселился в Кэри, Северная Каролина, в 2017 году в возрасте семнадцати лет. До подписания контракта с BMG Уотерс работал в Tropical Smoothie Cafe и был студентом Университета Северной Каролины в Гринсборо. Уотерс открыто говорил о своём опыте лечения биполярного расстройства и выразил желание стать защитником психического здоровья в Непале. Его сценический псевдоним возник как дань уважения двум его любимым артистам: Иэну Кертису и Фрэнку Оушену.